# Ejnar Thorsen
Ejnar Thorsen (født 19. december 1890 i Skovlund ved Vejen, død 10. august 1965 i Harwich, England) var en dansk direktør, ingeniør og civilingeniør. Efter endt studentereksamen i 1910 og en afsluttet uddannelse som cand polyt i 1915, opholdt han sig et par år i USA. Efter hjemkomsten, grundlagde han sammen med civilingeniøren Axel Monberg firmaet Monberg & Thorsen i 1919.
Sønnerne Jens og Niels Thorsen overtog familiefirmaet.
Han er begravet på Hellerup Kirkegård.